# Truxaloides tessmanni
Truxaloides tessmanni är en insektsart som först beskrevs av Willy Adolf Theodor Ramme 1929.  Truxaloides tessmanni ingår i släktet Truxaloides och familjen gräshoppor. Inga underarter finns listade i Catalogue of Life.